# Кріт (мультфільм)
Кріт або Кротик (чеськ. Krtek) — мультсеріал, а також анімаційний персонаж, створений чеським художником Зденеком Мілером. Перша серія була показана в Празі, в 1957 році. Вона була присвячена переробці льону («Як кріт штанці знайшов»). Це була єдина серія, де використовувалася мова. Всі інші серії були озвучені тільки окликами, щоб їх міг зрозуміти глядач із будь-якої держави. В своєму інтерв'ю присвяченому цьому мультфільму Зденек Мілер сказав:
«Мені дуже пощастило, що в той час, коли я робив своїх перших кротиків, мої донечки були малими. В них були дуже гарні голоси й вони дуже гарно сміялись. Мені пощастило, тому що мені завжди вдавалося їх розколоти, і коли вони сміялися чи плакали, я це записував і ті звуки збереглися у нас до сих пір, тому що краще, не дивлячись на те, що я старався, мені ніколи не вдавалося знайти».

## Назви серій
Список серій складений відповідно до списку епізодів IMDb і фільмографії Зденека Мілера.
| Рік       | Назва                       | Назва                          | № (IMDb) |
| Рік       | Українська                  | оригінальна                    | № (IMDb) |
| 1 Сезон   | 1 Сезон                     | 1 Сезон                        | 1 Сезон  |
| --------- | --------------------------- | ------------------------------ | -------- |
| 1957      | Як кротик штанці знайшов    | Jak krtek ke kalhotkám přišel  | 1        |
| 1963      | Кріт і автомобільчик        | Krtek a autíčko                | 2        |
| 1966      | Кріт і ракета               | Krtek a raketa                 | 3        |
| 1968      | Кріт і радіо                | Krtek a tranzistor             | 4        |
| 1969      | Кріт і жуйка                | Krtek a žvýkačka               | 5        |
| 1969      | Кріт і зелена зірка         | Krtek a zelená hvězda          | 6        |
| 1969      | Кріт в зоопарку             | Krtek v Zoo                    | 7        |
| 1969      | Кріт-садівник               | Krtek zahradníkem              | 8        |
| 1970      | Кріт і їжачок               | Krtek a ježek                  | 9        |
| 1970      | Кріт і льодяник             | Krtek a lízátko                | 10       |
| 1970      | Кріт і телевізор            | Krtek a televizor              | 11       |
| 1971      | Кріт і парасолька           | Krtek a paraplíčko             | 12       |
| 1972      | Кріт-художник               | Krtek malířem                  | 13       |
| 1974      | Кріт і музика               | Krtek a muzika                 | 14       |
| 1974      | Кріт і телефон              | Krtek a telefon                | 15       |
| 1974      | Кріт і сірники              | Krtek a zápalky                | 16       |
| 1974      | Кріт — хімік                | Krtek chemikem                 | 17       |
| 1975      | Кріт і бульдозер            | Krtek a buldozer               | 18       |
| 1975      | Кріт і килим                | Krtek a koberec                | 19       |
| 1975      | Кріт і яйце                 | Krtek a vejce                  | 20       |
| 1975      | Кріт-фотограф               | Krtek fotografem               | 21       |
| 1975      | Кріт-годинникар             | Krtek hodinářem                | 22       |
| 1975      | Кріт в пустелі              | Krtek na poušti                | 23       |
| 1975      | Кріт і Різдво               | Krtek o vánocích               | 24       |
| 1976      | Кріт і карнавал             | Krtek a karneval               | 25       |
| 1995      | Кріт і каченята             | Krtek a kachničky              | 32       |
| 1995      | Кріт і друзі                | Krtek a kamarádi               | 33       |
| 1995      | Кріт і день народження      | Krtek a oslava                 | 34       |
| 1995      | Кріт і робот                | Krtek a robot                  | 35       |
| 1995      | Кріт и вугілля              | Krtek a uhlí                   | 36       |
| 1995      | Кріт і вихідні              | Krtek a weekend                | 37       |
| 1997      | Кріт і гриби                | Krtek a houby                  | 38       |
| 1997      | Кріт і мама                 | Krtek a maminka                | 39       |
| 1997      | Кріт і метро                | Krtek a metro                  | 40       |
| 1997      | Кріт і зайчик               | Krtek a zajíček                | 41       |
| 1997      | Кріт і потоп (Кріт і мишка) | Krtek a potopa (Krtek a myška) | 42       |
| 1997      | Кріт і сніговик             | Krtek a sněhulák               | 43       |
| 1999      | Кріт і пензлик              | Krtek a šťoura                 | 58       |
| 1999      | Кріт і джерело              | Krtek a pramen                 | 59       |
| 1999      | Кріт і флейта               | Krtek a flétna                 | 60       |
| 2000      | Кріт і ластівка             | Krtek a vlaštovka              | 61       |
| 2000      | Кріт і рибка                | Krtek a rybka                  | 62       |
| 2002      | Кріт і жабка                | Krtek a žabka                  | 63       |
| 2 Сезон   |                             |                                |          |
| 1982      | Кріт в місті                | Krtek ve městě                 | 26       |
| 1984      | Кріт уві сні                | Krtek ve snu                   | 27       |
| 1987      | Кріт і ліки                 | Krtek a medicína               | 28       |
| 1988      | Кріт-кінозірка              | Krtek filmová hvězda           | 29       |
| 1992      | Кріт і орел                 | Krtek a orel                   | 30       |
| 1994      | Кріт і годинник             | Krtek a hodiny                 | 31       |
| 3 Сезон   |                             |                                |          |
| 1998-2002 | Кріт і телебачення          | Krtek a televize               | 44       |
| 1998-2002 | Кріт і жабка                | Krtek a žabka                  | 45       |
| 1998-2002 | Кріт-художник               | Krtek — malír                  | 46       |
| 1998-2002 | Кріт і м'ячик               | Krtek a balonek                | 47       |
| 1998-2002 | Кріт і відпустка            | Krtek a dovolená               | 48       |
| 1998-2002 | Кріт і хатинка              | Krtek a domek                  | 49       |
| 1998-2002 | Кріт і черешня              | Krtek a třešně                 | 50       |
| 1998-2002 | Кріт і слимак               | Krtek a šnek                   | 51       |
| 1998-2002 | Кріт і коштовності          | Krtek a šperky                 | 52       |
| 1998-2002 | Кріт і мишка                | Krtek a myška                  | 53       |
| 1998-2002 | Кріт і коробка              | Krtek a krabice                | 54       |
| 1998-2002 | Кріт і капелюх              | Krtek a klobouk                | 55       |
| 1998-2002 | Кріт-чарівник               | Krtek kouzelník                | 56       |
| 1998-2002 | Кріт і качечка              | Krtek a kačenka                | 57       |
| 1998-2002 | Кріт і флейта               | Krtek a fletna                 | 58       |
| 1998-2002 | Кріт і джерело              | Krtek a pramen                 | 59       |
| 1998-2002 | Кріт і пензлик              | Krtek a stoura                 | 60       |
| 1998-2002 | Кріт і ластівка             | Krtek a vlastovka              | 61       |
| 1998-2002 | Кріт і рибка                | Krtek a rybka                  | 62       |
| 1998-2002 | Кріт і жабка                | Krtek a zabka                  | 63       |

## Цікаві факти
- Одного з трійнят із емблеми студії можна побачити в епізоді «Кріт і атомобільчик»: він ламає іграшкову машинку.
- Відсилки до «Крота» можна побачити в мультфільмі «Володарі блискавок».
- В епізодах «Кріт і бульдозер» і «Кріт і мама» можна побачити цвіркуна з мультфільма Зденека Мілера «Пригоди цвіркуна».
- В епізоді «Кріт і бульдозер», створеному в 1975 р., можна побачити відголоски вторгнення в Чехословаччину військ країн Варшавської угоди в 1968 р.: бульдозер дуже схожий на танк, місцевий цивільний житель (кріт) кидає в нього тверді шматки землі, схожі на каміння, і т. д. На відміну від реальних подій, розумному кроту вдається перехитрити «бульдозер», переставляючи стовбці, вздовж яких рухається груба та недалека машина.
- В епізоді «Кріт і яйце» присутній песик із мультфільма Зденека Мілера «Про песика».
- Щуку схожу на ту, що була в серії «Кріт і парасолька», можна побачити в мультсеріалі «Пригоди Болека і Льолека» в серії «Прогулянки під водою».
- Існує діафільм по найпершому мультфільму про крота, він називається «Про маленького крота і його костюмчик», а також діафільм по мультфільму «Кріт і ракета».
- Автором персонажа мультфільма — Крота був чеський дитячий письменник Едуард Петішка (1924—1987).
- У продажі є м'яка іграшка Кріт.
- 15 липня 2022 року, в Ужгороді, поблизу мосту Масарика відкрили міні-скульптурку – відомому персонажу Кртчек – кріт із популярного чехословацького мультфільму, на якому виросли кілька поколінь закарпатців. Автор скульптурки – Роман Мурник. Мультфільму про крота виповнилося у 2022 році 65 років.